# مترو إسطنبول ليفينت - حصار أوستو
مترو أم6 (بالتركية: M6 Levent - Boğaziçi Üniversitesi / Hisarüstü)‏ هو خط نقل خفيف لمترو إسطنبول يظهر باللون البيج على الخرائط وعلامات الطرق، إفتتح في عام 2015 وهو أقصر مترو في إسطنبول يحتوي على 4 محطات فقط. وأيضا يخدمه في محطة جامعة بوغازجي القطار الجبلي F4.

## نظرة عامة
نُفِّذ المشروع بالتعاون بين بلدية إسطنبول الكبرى ووزارة النقل والشؤون البحرية والاتصالات. تم بناء نفق المترو، الذي يتكون من أنبوب واحد، على عمق 25 متر (82 قدم) تحت الأرض باستخدام طريقة الحفر النمساوية الجديدة (NATM). يمتد الخط لمسافة 3.3-كيلومتر-long (2.1 ميل) ويشمل أربع محطات، ويتصل بخط مترو يني كابي - حجي عثمان M2 عند محطة ليفينت. من حيث سعة الركاب، يمكن نقل 8,100 راكب في الساعة في كل اتجاه، مما يجعل هذا الخط مترو خفيف بدلاً من خط نقل سريع كامل. تُشغَّل على خط M6 قطاران مكوّنان من أربع عربات لكل منهما (مع إمكانية زيادتها إلى ثلاثة قطارات)، بسرعة قصوى تصل إلى 80 كم/س (50 ميل/س) مع فاصل زمني لا يقل عن 5 دقائق خلال ساعات الذروة. تستغرق الرحلة بين المحطتين الطرفيتين 6-7 دقائق.
كان من المخطط افتتاح الخط للجمهور في 29 أكتوبر 2014، بالتزامن مع يوم الجمهورية، لكنه افتُتح رسميًا في 19 أبريل 2015.
تتوافر إمكانية الاتصال بخط F4 قطار جبلي مائل من محطة جامعة بوغازجي للوصول إلى أشيان على مضيق البوسفور.

## المحطات
جميع المحطات تحت الأرض وفي منطقة بشكطاش.
| المحطة                     | تحويلات | ملاحظات                      |
| -------------------------- | --- | ---------------------------- |
| ليفينت                     | حافلات İETT: 25G, 27E, 27SE, 27T, 29, 29A, 29C, 29D, 29E, 29İ, 29P, 29Ş, 36L, 40B, 41AT, 41E, 42, 42M, 42Z, 49Z, 50Z, 62, 62G, 63, 64Ç, 65G, 121A, 121B, 121BS, 122B, 122C, 122D, 122Y, 522B, | - كانيون مول - أوزديليك بارك |
| نسبتية                     | حافلات İETT: 43R, 58A, 58N, 58UL, 59A, 59CH, 59K, 59N, 59R, 59RS, 559C, DT2, HM4, U2 | ميدان إتيلار                 |
| إتيلار                     | حافلات İETT: 43R, 59K ,59R, 59RS, HM4 |                              |
| جامعة بوغازجي \ حصار أوستو | حافلات İETT: 22 22RE, 40, 40T, 43R, 59R, 59RH, 59RK, 59RS |                              |

## المركبات
يستخدم الخط قطارات ألستوم من نفس نوع مترو M2 وتخزن في مخزن M2 في سيران تبة.

## القطار الجبلي
يخدم القطار الجبلي F4 (بالتركية: F4 Boğazici Üniversitesi / Hisarüstü - Aşiyan Füniküler) المترو في آخر محطة، من جامعة بوغازجي إلى أشيان على مديق البوسفور, يطول 800 متر ويصعد 116 متر، وهو أطول قطار جبلي مائل في إسطنبول. فتح في 28 أكتوبر 2022 ويستخدمه حوالي 3,000 راكب يوميا.

## روابط خارجية
- الموقع الرسمي
 باللغة التركية